# Amayé-sur-Seulles
Amayé-sur-Seulles település Franciaországban, Calvados megyében. Lakosainak száma 211 fő (2022. január 1.). Amayé-sur-Seulles Cahagnes, Saint-Louet-sur-Seulles, Tracy-Bocage, Caumont-sur-Aure és Aurseulles községekkel határos.

## Népesség
A település népességének változása:
| Lakosok száma | 195  | 185  | 158  | 195  | 200  | 218  | 230  | 231  | 224  | 211  |
|               | 1968 | 1982 | 1990 | 2006 | 2013 | 2015 | 2017 | 2019 | 2020 | 2022 |